# Grupa Zabezpieczenia Szkolenia
Grupa Zabezpieczenia Szkolenia OPBMR (GZSzkol OPBMR) – pododdział Wojsk Chemicznych Sił Zbrojnych RP w Centrum Szkolenia Wojsk Lądowych Drawsko (JW 1965 Oleszno) w okolicy Drawska Pomorskiego.
Grupa Zabezpieczenia Szkolenia została sformowana w 2010 roku z części 12 Kompanii Chemicznej rozformowanej 31 grudnia 2010 roku. W listopadzie tego samego roku na miejsce przybyło dwóch pierwszych podoficerów. Pozostali żołnierze przybyli w ciągu dwóch kolejnych miesięcy. Pododdział zaczął funkcjonować w lutym 2011 roku. W 2012 roku pododdział brał udział w ćwiczeniach „Anakonda 12”.
Pododdział nawiązuje do tradycji:
- 12 Kompanii Chemicznej JW 2874 Stargard Szczeciński w 12 Dywizji Zmechanizowanej
- Centrum Szkolenia Wojsk Lądowych Drawsko